# Heinrich Rantzau
Heinrich Rantzau (11 mars 1526 - 31 décembre 1598) fut un général, astrologue et savant danois.

## Biographie
Fils de Johann Rantzau, il suivit Charles Quint au siège de Metz (1552) et succéda à son père dans le gouvernement du duché de Holstein.
Il protégea les sciences et les lettrés (Michael Maier, Nicolas Raimarus Ursus) et s'adonna à l’astrologie. 

## Œuvres
Il a laissé, entre autres écrits :
- Epigrammata et carmina varia, Leipzig, 1585 ;
- Belli Dithmarsici vera descriptio (guerre faite en 1559 par son père), 1570 ;
- Genealogia Ranzoviana, 1585 ;
- Commentarius bellicus, 1595 ;
- Aoroscopographia (traité des choses occultes), 1585 ;
- Un catalogue des princes qui ont aimé l'astrologie (en latin), 1585.
- Tractatus Astrologicus de Genethliacorum Thematum, 1597 ; trad. fr. Alexandre Baulgite, 1657 ; rééd. 1947, dir. Alexandre Volguine, Éditions des Cahiers Astrologiques, Traité des Jugements des Thèmes Généthliaques ; rééd. Les Anneaux de Saturne, 2024.

Ses thèses, rééditées en 1657 dans une traduction de Jacques Aleaume, furent combattues par Jean François, puis sous le nom de Descartes.

## Source
Marie-Nicolas Bouillet  et Alexis Chassang (dir.), « Henri, comte de Rantzau » dans Dictionnaire universel d’histoire et de géographie, 1878 (lire sur Wikisource)